# Mélité
Pour les articles homonymes, voir Melite (homonymie).
Dans la mythologie grecque, Mélité (en grec ancien Μελίτη / Melítê) est une Néréide, fille de Nérée et de Doris, citée par Apollodore, Hésiode, Homère et Hygin  dans leurs listes de Néréides. Elle est une des douze Néréides à apparaître sur les quatre listes.

## Fonction
Mélité est la Néréide des eaux calmes.

## Famille
Ses parents sont le dieu marin primitif Nérée, surnommé le vieillard de la mer, et l'océanide Doris. Elle est l'une de leur multiples filles, les Néréides, généralement au nombre de cinquante, et a un unique frère, Néritès. Pontos (le Flot) et Gaïa (la Terre) sont ses grands-parents paternels, Océan et Téthys ses grands-parents maternels.

## Mythologie
Mélité est mentionnée comme l'une des 32 Néréides qui se rassemblent sur la côte de Troie, remontant des profondeurs de la mer pour pleurer avec Thétis la mort future de son fils Achille dans l'Illiade d'Homère.

Pour Virgile, elle fait aussi partie du cortège de Poséidon : 

« Glisse légèrement le char bleu foncé [de Poséidon] sur la surface de la mer […] Puis viennent ses serviteurs […] À gauche se trouvent Thétis et Mélité et la jeune fille Panope, Nésée aussi, et Spéio, Thalie et Cymodocée. »

— Virgile, Énéide.

## Évocation moderne

### Jeux vidéo
- Mélité est un personnage jouable de la classe des Néréides dans le jeu vidéo de rôle Romancing SaGa 2 sorti en 1993 sur la Super Nintendo. C'est la quatrième Néréide accessible dans le jeu.

### Zoologie
- Le genre de lépidoptères des Mélitées tient son nom de la Néréide.

### Navire
- Mélité est le nom d'une vedette hydrographique de l'ENSTA Bretagne stationnée au port de Brest[réf. nécessaire].